# ちょうこくぐ座
ちょうこくぐ座（ちょうこくぐざ、彫刻具座、Caelum）は、現代の88星座の1つ。18世紀半ばに考案された新しい星座で、版画に用いる鑿がモチーフとされた。日本では北海道南部以南で全体を見ることができるが、領域が狭く明るい星もないことから目立たない星座である。

## 主な天体

### 恒星
2022年4月時点で、国際天文学連合 (IAU) が認証した固有名を持つ恒星は1つもない。
- α星：見かけの明るさ4.45等の4等星[3]。
- γ星：4.574等の主星A[4]と8.07等の伴星B[5]からなる連星[6]。はと座との境界線近くに位置しており、その大きな固有運動により2400年頃に境界線を越えてはと座の領域の星となる見込みである[7]。

## 由来と歴史
ちょうこくぐ座は、18世紀中頃にフランスの天文学者ニコラ＝ルイ・ド・ラカイユによって考案された。1756年に刊行された『Histoire de l'Académie royale des sciences』に掲載されたラカイユの星図の中で、エングレービングに用いるビュランとドライポイント用ニードルがリボンで結ばれた姿とフランス語で「les Burins」と名称が描かれたのが初出である。のちのラカイユの死後1763年に刊行された著書『Coelum australe stelliferum』に掲載された第2版の星図では、ラテン語化された「Caelum Scalptorium」と呼称が変更されている。
1844年にイギリスの天文学者ジョン・ハーシェルは、フランシス・ベイリー宛の書簡の中で、Caelum Scalptorium を「Caelum」と短縮することを提案した。それを受けたベイリーが、翌年の1845年に刊行した『British Association Catalogue』において「Caelum」と改めたことにより、以降この呼称が定着することとなった。
1922年5月にローマで開催されたIAUの設立総会で現行の88星座が定められた際にそのうちの1つとして選定され、星座名は Caelum、略称は Cae と正式に定められた。新しい星座のため星座にまつわる神話や伝承はない。

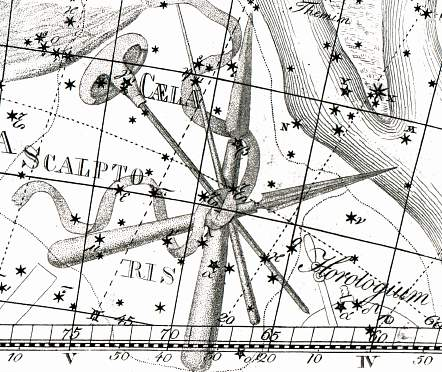
ヨハン・ボーデが1801年に出版した『ウラノグラフィア』に描かれたちょうこくぐ座

## 呼称と方言
日本では、1910年（明治43年）2月刊行の日本天文学会の会誌『天文月報』第2巻第11号で星座名の改訂が示された際に「彫刻具」という呼称が使われている。この呼称は、1925年（大正14年）に初版が刊行された『理科年表』や1928年（昭和3年）に天文同好会の編集により新光社から刊行された『天文年鑑』第1号にもそのまま引き継がれている。戦後の1952年（昭和27年）7月、日本天文学会は「星座名はひらがなまたはカタカナで表記する」とした。このときに、Caelum の訳名は「ちょうこくぐ」と定まり、以降この呼び名が継続して用いられている。